# Pulas järnvägsstation
Pulas järnvägsstation (kroatiska: Željeznički kolodvor Pula, italienska: Stazione di Pola) är en järnvägsstation i Pula i Kroatien. Den är belägen vid Pulavikens kustremsa, mellan Adriatiska havet och stadskyrkogården Monte Ghira, norr om Pulas stadskärna. Från stationen utgår trafik norrut mot bland annat Ljubljana i Slovenien. Av historiska skäl saknar järnvägsstationen i Pula förbindelse med det övriga kroatiska järnvägsnätet. Ej ännu realiserade planer för att knyta samman Pula och Rijeka via järnväg finns.

## Historik och trafik
Stationsbyggnaden uppfördes 1876 sedan den sista biten av istrienbanan, en förgrening av den österrikisk-ungerska sydbanan, mellan Divača och Pula hade färdigställts. Under den österrikisk-ungerska administrationen prioriterades järnvägsförbindelsen med rikets huvudstad Wien.
När Slovenien och Kroatien 1991 lämnade den sydslaviska federationen Jugoslavien innebar det att Pulas järnvägsstation förlorade direkt förbindelse med det övriga kroatiska järnvägsnätet. För passagerare som reser österut mot Zagreb innebär det att de måste åka tåg via Ljubljana.